# 불확실성의 시대
불확실성의 시대 ( The Age of Uncertainty )  는 1977년에 텔레비젼에 방영된 시리즈이며 책으로도 출간된 것으로 하버드 대학교 경제학자 존 케네스 갤브레이스가 발간하였다.

## 내용
갤브레이스는 시장 경제의 성공은 인정하지만 불안정, 비효율, 사회적 불평등을 야기시킨다고 주장하였다.  이런 문제들을 해결하기 위해서는 정부의 정책과 개입이 필수불가결하다고 주장하였다.  그는 <신 사회주의>를 주장하였는 데, 소득에 기초한 세금, 공공 주택, 의료 보험, 교통등을 늘려야 한다고 말하였다.

## 번역서
- 불확실성의 시대 ( 홍신문화사, 2011 )